# Leif Thorsson
Leif Sture Thorsson, född 3 juli 1945 i Malmö, är en svensk tidigare jurist och ämbetsman. Han är specialiserad på associationsrätt och var justitieråd i Högsta domstolen åren 1993–2012. Han uppmärksammades efter att ha dömts för brott mot sexköpslagen under sin tid som justitieråd.

## Biografi
Leif Thorsson är son till socialrådet Sture Thorsson och politikern Inga Thorsson. År 1974 avlade han juris kandidatexamen och han promoverades 1998 till juris hedersdoktor vid Stockholms universitet. Han blev biträdande jurist vid Advokatfirman Lagerlöf år 1974. År 1979 blev han advokat och anställdes vid Carl Swartling advokatbyrå i Stockholm, där han blev delägare 1983.
Thorsson var från april 2005 tjänstledig från Högsta domstolen under en period. Han hade erkänt att han vid ett tillfälle brutit mot sexköpslagen och det utfärdades ett strafföreläggande i maj samma år, vilket Thorsson godkände. Justitiekanslern Göran Lambertz kom sedan att överväga huruvida ett yrkande på Thorssons avsättning som justitieråd skulle framställas i Högsta domstolen. Lambertz beslutade 25 maj samma år att inte framställa ett sådant yrkande. Högsta domstolens dåvarande ordförande Bo Svensson angav offentligt, möjligen skämtsamt, att sexköpet inte behövde vara en nackdel då det innebar att Thorsson hade djupa kunskaper i ämnet.
Vid sidan av tjänsten i Högsta domstolen har Thorsson bland annat varit ledamot av Lagrådet 1999–2001 och 2005–2007, ordförande i Stockholms Handelskammares Skiljedomsinstitut, där han blev ledamot 1989, och vice ordförande i Aktiemarknadsnämnden. Han är ledamot av styrelsen för Justitierådet Edvard Cassels stiftelse och sedan 1997 ordförande för Axel och Sofia Alms stiftelse.
Thorsson var rättens ordförande i Högsta domstolen i det så kallade Nordmalingsmålet. Där markägare i Nordmalings kommun ansåg att samerna inte hade rätt att använda deras mark för renbete vintertid.